# Sergio Santos Gomes
Sergio Henrique Santos Gomes (Belo Horizonte, Brasil, 4 de septiembre de 1994) es un futbolista profesional brasileño que se desempeña como delantero y actualmente milita en el Football Club Cincinnati de la MLS.

## Trayectoria
Inició su carrera en el club aficionado Associação Atlética Bom Retiro, donde actuó hasta 2012. Posteriormente, pasó a defender al club Santa Cruz (2012-2014), otro equipo aficionado de Belo Horizonte, donde gracias a su entrenador conoció a Guillermo Mancilla, exfutbolista profesional, quien vio en el joven aptitudes para destacar en Chile.
Ya en Chile, buscó enrolarse en distintos equipos nacionales, sin éxito en una primera instancia. Tras algunos intentos, el brasileño llegó a La Florida, llamando de inmediato la atención de dirigentes de Audax Italiano.
Destacó en las inferiores de Audax Italiano, siendo figura en el equipo Sub-19 del equipo itálico.
Su debut como profesional, se produjo el 19 de abril de 2015, en el empate a 2 goles de su equipo frente a la Universidad de Concepción, como visitante en Yumbel. Su primer gol en el plantel profesional de Audax Italiano, se produjo el 15 de octubre de 2015, cuando anotó el segundo gol de los itálicos en el triunfo como visitante por 2 a 1 ante Cobresal, en la altura de El Salvador.
El 14 de diciembre de 2018, Santos fue transferido al Philadelphia Union de la MLS.

## Clubes
| Club                     | País           | Año         |
| ------------------------ | -------------- | ----------- |
| Audax Italiano           | Chile          | 2015 - 2018 |
| Philadelphia Union       | Estados Unidos | 2019 - 2023 |
| Football Club Cincinnati | Estados Unidos | 2024 - act  |

## Estadísticas
Actualizado al último partido disputado el 6 de octubre de 2018.
| Audax Italiano · Chile                                                                                               |               |               |    |    |    |   |   |    |    |      |     |
| 1ª | 2015          | 1             | 0  | —  | —  | — | — | 1  | 0  | 0.00 |     |
| 1ª | 2015-16       | 19            | 3  | 2  | 0  | — | — | 21 | 3  | 0.14 |     |
| 1ª | 2016-17       | 24            | 3  | 7  | 4  | — | — | 31 | 7  | 0.23 |     |
| 1ª | 2017          | 14            | 4  | 4  | 1  | — | — | 18 | 5  | 0.28 |     |
| 1ª | 2018          | 11            | 8  | 5  | 3  | 1 | 1 | 17 | 12 | 0.83 |     |
| Total club | Total club    | 72            | 18 | 18 | 8  | 1 | 1 | 91 | 27 | 0.3  |     |
| Total carrera | Total carrera | Total carrera | 72 | 18 | 18 | 8 | 1 | 1  | 91 | 27   | 0.3 |
| (1) Incluye datos de Copa Chile. (2) Incluye datos de Copa Sudamericana. (3) No incluye goles en partidos amistosos. |               |               |    |    |    |   |   |    |    |      |     |